# Aquarius cordifolius
Aquarius cordifolius (лат.) — гелофитное травянистое растение, вид рода Аквариус (Aquarius) семейства Частуховые (Alismataceae). Популярное аквариумное растение, которое в аквариумистике более известно под синонимичным названием эхинодо́рус сердцелистный (лат. Echinodorus cordifolius), поскольку длительное время вид относился в роду Эхинодорус (Echinodorus).

## Этимология
Видовой эпитет лат. cordifolius переводится как сердцелистный, что связано с сердцевидной формой листьев растения.

## Описание
Гелофитное травянистое растение. Водная форма достигает высоты 20–30 см, форма с плавающими и воздушными листьями — до 80 см. Листья широкие, сердцевидной формы, собранные в розетку. Окраска листьев зелёная с тёмными крапинками, с ярко выраженным рисунком прожилок.  В природе встречается в Центральной Америке.

## Синонимы
Согласно данным GBIF на август 2025 года в синонимику вида входят следующие названия:
- ≡ Alisma cordifolium L.basionym
- = Damasonium cordifolium (L.) Chaz.
- = Echinodorus cordifolius (L.) Griseb. — Эхинодорус сердцелистный
- = Echinodorus cordifolius subsp. cordifolius (L.) Griseb.
- = Echinodorus cordifolius subsp. fluitans (Fassett) R.R.Haynes & Holm-Niels.
- = Echinodorus fluitans Fassett
- = Echinodorus ovalis C.Wright
- = Echinodorus radicans (Nutt.) Engelm.
- = Echinodorus radicans (Nutt.) Engelm. ex A.Gray
- = Sagittaria cordifolia (L.) Lam.
- = Sagittaria radicans Nutt.

## Культивирование
При содержании растения в аквариуме оптимальная температура составляет 22–26 °C, однако растение хорошо переносит понижение температуры до 12 °C. При 10 °C листья отмирают, однако их рост возобновляется из корневища. После повышения температуры выше 28 °C растению необходим период покоя длительностью 1–1,5 месяца при температуре 18–20 °C Вода должна быть средней жёсткости (8—16 немецких градусов), нейтральной или слабощелочной (pH выше 6,8). Растение плохо переносит мягкую кислую воду. Желательна периодическая подмена части воды. Освещение должно быть ярким. При продолжительности светового дня около 8 часов все листья остаются под водой, при его увеличении до 11–12 часов растение образует воздушные листья и зацветает. Грунт должен содержать примесь глины и древесного угля, размеры частиц основы грунта значения не имеют. При избытке ила может начаться загнивание корней. 
Aquarius cordifolius может также расти во влажной оранжерее или палюдариуме при температуре 24—28 °C. Грунт необходим питательный, состоящий из смеси песка, садовой земли и торфа. 
В аквариуме вид цветёт, но размножается вегетативно, после цветения образуя на цветочных стрелках дочерние растения, которые необходимо погрузить в воду. Молодые растения можно отделять от материнского после того, как у них образуются несколько листьев и разовьётся корневая система. В условиях оранжереи удаётся получить семена, но их всхожесть невелика.